# Marianka
Marianka (Hongaars:Máriavölgy) is een Slowaakse gemeente in de regio Bratislava, en maakt deel uit van het district Malacky. De gemeente is gelegen in de Kleine Karpaten, een gebergte in het westen van Slowakije. Het dorp staat bekend als het oudste bedevaartsoord in Slowakije, gewijd aan de heilige maagd Maria. Echter is deze functie in verval geraakt nadat het communistische regime van Tsjecho-Slowakije alle religieuze activiteiten verbood. Marianka telde 1.864 inwoners in 2015.

## Geschiedenis
Historische bronnen spraken in 1377 voor het eerst over Marianka toen koning Lodewijk de Grote van Hongarije hier de eerste steen van een kerk gewijd aan Maria legde. Deze kerk werd uiteindelijk geschonken aan de Hongaarse orde van St. Paulus die hier een klooster bouwde. Gedurende de 16e eeuw is het klooster meerdere keren aangevallen door Turkse troepen die op dit moment via de Balkan de rest van Europa binnenvielen. In 1786 verbood Jozef II de Hongaarse orde van St. Paulus, waardoor het klooster en de kerk in handen vielen van de plaatselijke katholieke parochie. In 1948 toen de communistische partij aan de macht kwam in Tsjecho-Slowakije werd het verboden om naar deze en andere bestemmingen binnen het land op bedevaart te gaan. Sinds de val van het regime in 1989 is het echter weer mogelijk om naar Marianka op bedevaart te gaan. 